# Клемешев, Андрей Павлович
Андре́й Па́влович Кле́мешев (род. 18 июля 1957, Калининград) — советский и российский учёный-политолог, доктор политических наук, профессор, президент БФУ им. И. Канта (с 2019), заслуженный работник высшей школы Российской Федерации.

## Биография
В 1979 году окончил с отличием Ленинградский государственный университет имени А. А. Жданова по специальности «История», в 1982 — аспирантуру там же. Кандидат исторических наук (1983, диссертация «Вопросы классовой структуры советского общества в теоретической деятельности партии 30-х годов»).
С 1982 года работает в БФУ им. И. Канта (ранее Калининградский государственный университет и Российский государственный университет им. И. Канта) на должностях ассистента, доцента, заведующего научно-исследовательской лабораторией, заместителя директора по научной работе научно-исследовательского института комплексного исследования региона, директора центра дополнительного профессионального образования, проректора. С 1998 по 2011 год являлся ректором РГУ им. И. Канта. Распоряжением Правительства Российской Федерации от 25 февраля 2011 года № 284-р назначен ректором Балтийского федерального университета имени Иммануила Канта.
В 2006 году А. П. Клемешев защитил диссертацию на соискание учёной степени доктора политических наук на тему «Проблема эксклавности в условиях глобализации (на примере Калининградской области)», в 2007 году ему присвоено звание профессора по кафедре политологии и социологии. В 2010 году присвоено звание почётного доктора Клайпедского университета.
Сфера научных интересов профессора А. П. Клемешева — региональная политика, региональное управление, исследование калининградского социума, стратегия развития области. Имеет более 140 научных работ, из них 19 монографий, в том числе «Российский эксклав: преодоление конфликтогенности», «Глобализация, регионализация и проблемы эксклавов». В 2012 году под его редакцией был издан сборник научных трудов «Политические элиты в старых и новых демократиях». Он возглавляет редакционный совет журналов «Балтийский регион» и «Вестник БФУ им. И. Канта».
А. П. Клемешев является членом правления Российского союза ректоров, первым вице-президентом Российской ассоциации политической науки, членом президиума Совета по политологии Учебно-методического объединения по классическому университетскому образованию, членом Руководящего совета Российской ассоциации международных исследований, членом Российского совета олимпиад школьников, членом общественно-политического совета при Губернаторе Калининградской области, председателем Совета ректоров вузов области. Является членом Общественной палаты Российской Федерации V состава (2014-17 гг.).
В 2006 г. А. П. Клемешеву присвоено звание «Заслуженный работник высшей школы Российской Федерации».

## Санкции
6 марта 2022 года после вторжения России на Украину подписал письмо в поддержу российской агрессии. С 9 июня 2022 года находится под персональными санкциями Украины за поддержку войны. Также был внесён ФБК в список коррупционеров и разжигателей войны за поддержку нападения на Украину, 16 марта 2022 года форумом свободной России внесён в «Список Путина» и доклад «поджигателей войны» с предложением введения против него международных санкций.

## Критика
А. П. Клемешева часто критикуют за коррупцию, а также провластную позицию и совмещение работы на посту ректора БФУ с политической деятельностью. В 2010 года он призвал организаторов калининградских протестных акций «не жертвовать здоровьем калининградцев и не выводить население в снег и метель на митинг». В 2016 году Клемешева избрали депутатом Калининградской областной думы, а уже в 2017 году студент был отчислен из БФУ за политическую деятельность. 14 июля на заседании дискуссионного клуба Клемешеву вручили шутливое обращение с требованием переименовать Балтийский Федеральный Университет им. Иммануила Канта в университет имени Л. П. Берии, а 16 июля на площади Василевского прошел многолюдный пикет в поддержку отчисленного Олега Алексеева, участники которого потребовали восстановить студента и уволить Андрея Павловича Клемешева с поста ректора БФУ за политическое давление на студентов университета. История с отчислением вызвала широкий резонанс в федеральной прессе и могла повлиять на международный имидж БФУ.